# Burjassot

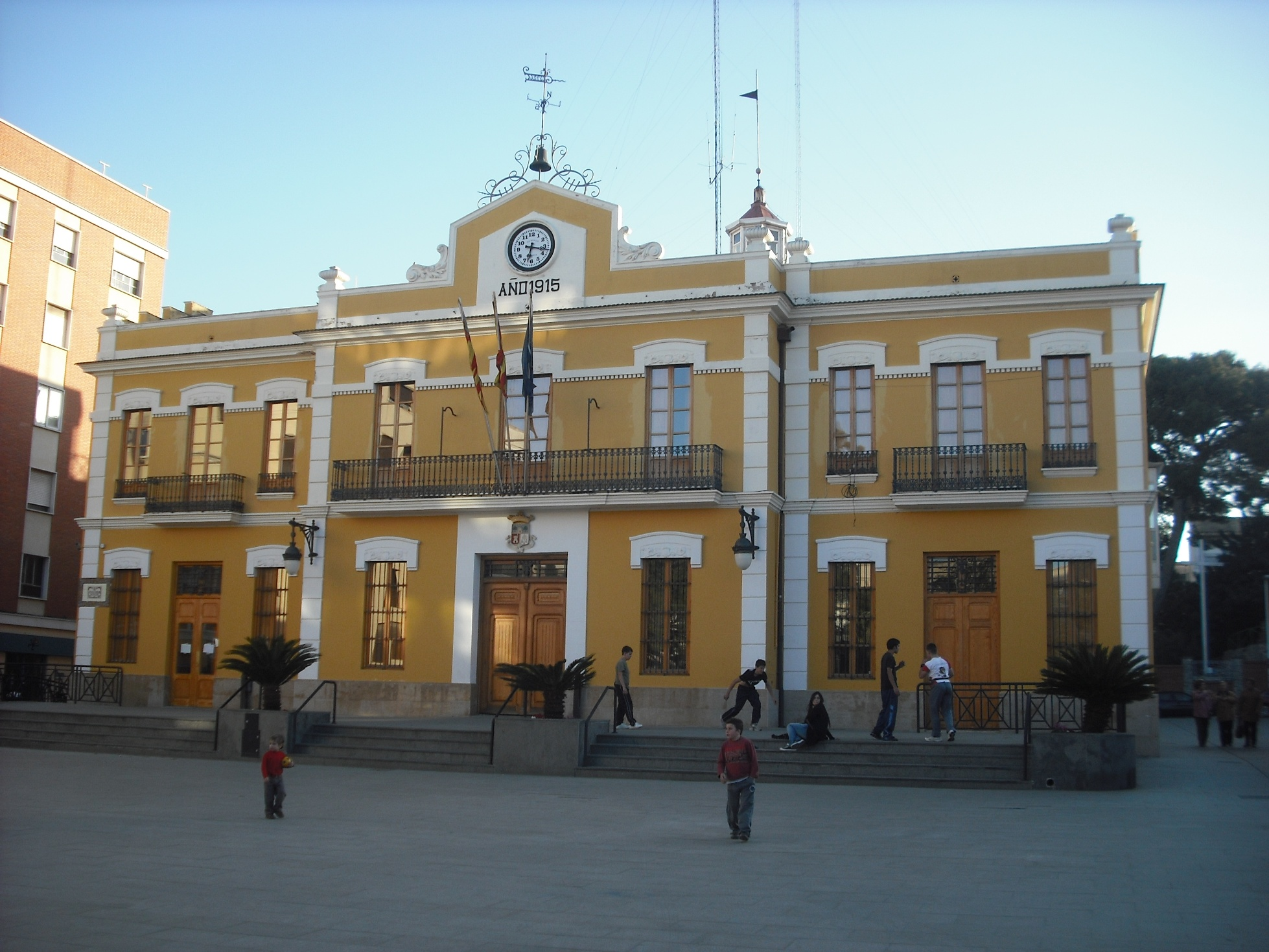

Burjassot (valencian: Burjassot) là một đô thị ở comarca Horta Nord cộng đồng Valencia, Tây Ban Nha. Đô thị này có diện tích 3,44 km², dân số thời điểm năm 2006 là 37.756 người.